# John Eke
John Wicktor Eke (Högby, 12 marzo 1886 – Pennsylvania, 11 luglio 1964) è stato un mezzofondista svedese.
Prese parte ai Giochi olimpici di Stoccolma 1912 dove riuscì a qualificarsi per la finale dei 10 000 metri, anche se poi non vi prese parte. Fu medaglia di bronzo nella corsa campestre e la sua prestazione contribuì alla medaglia d'oro svedese per la corsa campestre a squadre, vinta da Eke insieme a Hjalmar Andersson e Josef Ternström.
Dopo l'esperienza olimpica si trasferì a New York, dove si tesserò per l'Irish American Athletic Club.

## Palmarès
| Anno | Manifestazione  | Sede      | Evento          | Risultato | Prestazione | Note  |
| ---- | --------------- | --------- | --------------- | --------- | ----------- | ----- |
| 1912 | Giochi olimpici | Stoccolma | 10 000 metri    | dns       | 34'55"0     | [ 1 ] |
| 1912 | Giochi olimpici | Stoccolma | Cross           | Bronzo    | 46'37"6     |       |
| 1912 | Giochi olimpici | Stoccolma | Cross a squadre | Oro       | 10 p.       |       |